# Antyle Holenderskie na Zimowych Igrzyskach Olimpijskich 1992
Antyle Holenderskie na Zimowych Igrzyskach Olimpijskich 1992 reprezentowało dwóch zawodników, którzy wystąpili w bobslejach – jednej z czternastu dyscyplin igrzysk. Chorążym reprezentacji był Dudley den Dulk, startujący na zimowych igrzyskach po raz pierwszy. Mając dwadzieścia lat był on zarazem najmłodszym zawodnikiem w kadrze.
Drugim zawodnikiem był 37–letni Bart Carpentier Alting mający już za sobą start na igrzyskach w Calgary. Zawodnicy ci wzięli udział w dwójce mężczyzn i uplasowali się na 37. pozycji. Start w Albertville był drugim i zarazem ostatnim występem reprezentacji Antyli Holenderskich na igrzyskach zimowych.

## Tło startu
15 grudnia 1954 utworzono Antyle Holenderskie z dawnej holenderskiej kolonii Curaçao i Dependencje. Jednak Narodowy Komitet Olimpijski Antyli Holenderskich (NAOC) został utworzony już 23 marca 1931 roku. W 1950 roku został członkiem MKOL, a dwa lata później w Helsinkach sportowcy z Antyli zadebiutowali na letnich igrzyskach.
Po raz pierwszy na zimowych igrzyskach Antyle Holenderskie wystartowały w 1988 roku w kanadyjskim Calgary. Nie osiągnęli wówczas żadnego sukcesu.
10 października 2010 Antyle Holenderskie w wyniku referendum przestały istnieć, dzieląc się na 5 osobnych. Dwa z nich stały się krajami składowymi w ramach Królestwa Niderlandów, trzy pozostałe gminami zamorskimi Holandii

## Wyniki

### Bobsleje
Antyle Holenderskie na zimowych igrzyskach w 1992, które odbywały się we francuskim Albertville, reprezentowało dwóch bobsleistów – Bart Carpentier Alting i Dudley den Dulk. Wystartowali oni w konkurencji dwójek mężczyzn. Rywalizacja rozpoczęła się 15 lutego i przystąpiło do niej czterdzieści siedem dwójek z dwudziestu pięciu państw. Uzyskiwali czasy odpowiednio: w pierwszym – 1:02,97, drugim – 1:03,26, trzecim – 1:03,40 i czwartym ślizgu – 1:03,46. Ich łączny czas wyniósł 4:13,09 co dało im trzydziestą siódmą pozycję na czterdzieści sześć w końcowej klasyfikacji. Rywalizacja zakończyła się 16 lutego, a zwyciężyła w niej dwójka szwajcarska (Gustav Weder/Donat Acklin).
| Konkurencja     | Zawodnicy                              | Wyniki   | Czas łączny | 1. pomiar | 2. pomiar | 3. pomiar | 4. pomiar | 5. pomiar | 1. międ. | 2. międ. | 3. międ. | 4. międ. | 5. międ. | Miejsce    | Źródło |
| --------------- | -------------------------------------- | -------- | ----------- | --------- | --------- | --------- | --------- | --------- | -------- | -------- | -------- | -------- | -------- | ---------- | ------ |
| Dwójki mężczyzn | Bart Carpentier Alting Dudley den Dulk | 1. ślizg | 1:02,97     | 6,60      | 26,87     | 37,11     | 44,72     | 51,75     | 20,27    | 10,24    | 7,61     | 7,03     | 11,22    | 38         | [ 10 ] |
| Dwójki mężczyzn | Bart Carpentier Alting Dudley den Dulk | 2. ślizg | 1:03,26     | 6,53      | 26,80     | 37,14     | 44,83     | 51,93     | 20,27    | 10,34    | 7,69     | 7,10     | 11,33    | 36         | [ 11 ] |
| Dwójki mężczyzn | Bart Carpentier Alting Dudley den Dulk | 3. ślizg | 1:03,40     | 6,57      | 26,83     | 37,15     | 44,85     | 51,95     | 20,26    | 10,32    | 7,70     | 7,10     | 11,45    | 37         | [ 12 ] |
| Dwójki mężczyzn | Bart Carpentier Alting Dudley den Dulk | 4. ślizg | 1:03,46     | 6,62      | 26,95     | 37,27     | 44,95     | 52,04     | 20,33    | 10,32    | 7,68     | 7,09     | 11,42    | 39T        | [ 13 ] |
| Dwójki mężczyzn | Bart Carpentier Alting Dudley den Dulk | Łącznie  | 4:13,09     |           |           |           |           |           |          |          |          |          |          | 37 (na 46) | [ 9 ]  |